# 브라이언 윌슨은 천재다

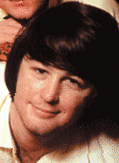
1966년, 비치 보이스와 함께 찍은 사진에서 브라이언 윌슨

"브라이언 윌슨은 천재다(Brian Wilson is a genius)"는 영국인 저널리스트 데렉 테일러가 1966년경 창안한 태그라인이다. 그는 당시 미국의 록 밴드 비치 보이스에 고용되어 있었다. 이 태그라인은 밴드의 이미지를 쇄신(유행에 뒤처진 줄무늬 셔츠로 통일된 복장에서 반문화의 아이콘으로 거듭나기 위함)하기 위한 대대적인 캠페인의 일환이었다. 로스앤젤레스 음악산업에서의 중추적 존재라는 브라이언 윌슨의 평판과 지위를 사용해 대중에게 홍보되었다. 홍보의 진행은 《Pet Sounds》 음반 (1966년 5월), 〈Good Vibrations〉 싱글 (1966년 10월), 《Smile》 세션 (1967년경 폐기)과 맞물리고 있었다. 1966년 말에 시행된 《NME》의 리더 여론조사에서 윌슨은 4위에 올랐는데, "개성파 월드 뮤직"이라는 표제가 따라왔다. 그는 여기서 밥 딜런에게 1,000표 앞섰고, 존 레논에게는 500표 뒤쳐졌다.
1960년 중반, 윌슨은 자신이 소위 "힙한 지식인"으로 인정받기를 원했다. 그의 활동을 홍보하기 위해 동원된 테일러는 미국 및 영국 출판사에게 다수의 칼럼을 작성해 보냈다. 윌슨이 클래식의 거장 바흐, 베토벤, 모자르트와 견줄만한 인물이라는 것이 그 요지였다. 그는 팝 뮤직에 "혁명"을 가져다 온 "겉보기 리더"로 변화했다. 윌슨의 주지되고 있던 천재성을 부각하기 위해 그의 "천진난만"함을 끼워넣었다. 줄리스 시겔의 1967년 기사 "잘 가라 서핑이여, 잘 왔다 신이여!(Goodbye Surfing, Hello God!)"는 윌슨의 이미지를 음반의 판매량보다 자신의 창조적 비전에 우선순위를 두는 총명한 인물로 성립시키는 데 큰 공을 했다. 결과적으로 만들어진 전설에서, 밴드 일원 마이크 러브는 윌슨의 그러한 일화에서 적대적 인물이 되었고, 주기적으로 "Don't fuck with the formula"라는 인용구가 그의 말로 포장돼 거론되었다. 러브 본인은 과장법과 특징짓는 묘사로 혐의를 일축하고 칭송 일색의 전기작가들에 의한 거짓된 "도덕성 이야기"가 영구화되고 있음을 문제제기했다.
윌슨은 이전에 분열전동장애와 가벼운 조울명을 진단받았다. 예술에서, "천재"라는 단어는 보통 창작자가 별나고 고통받는 아티스트일 때 따라붙는 수식어다. 윌슨의 경우, 이러한 요소들은 그의 신화의 중심에 위치해 있다. 비록 캠페인은 성공해 윌슨의 재능을 널리 알려지도록 기여했지만, 그는 대중의 높은 기대를 충족시키기 위한 엄청난 압박감에 시달렸다. 밴드와 가족간 관계도 크게 경직되었다. 그는 창작구상을 넓히기 위해 마약에 손을 대기 시작했고, 러브는 이것을 궁극적인 실패의 원인으로 진단했다. 1970년대, 팬들과 폄하를 일삼는 무리들은 윌슨을 소진된 애시드 피해자로 칭하기 시작했다. 전기작가 피터 애미스 카린은 다음과 같이 설명했다. "[그의] 대중으로부터의 고통은 그를 음악의 거장에서 문화의 한 요소로 변모시켰다" 윌슨은 한 번 넌지시 암시한 바 있다. "한 번 천재로 낙인찍인 뒤로는, 그렇게 계속 연기하지 않으면 이름이 진흙 투성이가 돼 버려요. 저는 음반 산업의 피해자입니다. 제 스스로가 천재라고는 생각하지 않았어요. 제가 재능이 있다곤 여겼으나, 천재는 아니었죠."

## 같이 보기
- 대중음악의 별명 목록
- 아스트로터핑